# Dominion VIII
Dominion VIII è l'ottavo album della band death metal svedese Grave, pubblicato il 21 aprile 2006 dalla Century Media Records.

## Tracce
1. A World in Darkness – 5:58
2. Fallen (Angel Son) – 4:58
3. Deathstorm – 4:33
4. Stained By Hate – 4:10
5. Bloodpath – 3:34
6. Annihilated Gods – 5:12
7. Sinners Lust – 3:55
8. Dark Signs – 4:16
9. 8th Dominion – 7:34

## Formazione
- Ola Lindgren - voce, chitarra
- Ronnie Bergerstahl - batteria
- Fredrik Isaksson - basso